# Nekrolog 1408
Nekrolog
◄◄
| ◄
| 1404
| 1405
| 1406
| 1407
| 1408 | 1409 | 1410 | 1411 | 1412 | ► | ►►
Weitere Ereignisse | Allgemeiner Nekrolog 1408
Die Beschreibung der verstorbenen Person sollte so kurz wie möglich gehalten sein und nur deren signifikante Tätigkeit(en) enthalten.
Neue Namen ggf. auch unter dem Geburts- und Sterbedatum, also etwa unter 1. Januar und im Geburts- und Sterbejahr (2024) eintragen (nur bei entsprechender großer Wichtigkeit). Für Beispiele siehe die schon vorhandenen Artikel.
Außerdem über die fünf zuletzt Verstorbenen, zu denen es einen ausreichend guten Artikel für eine Präsentation auf der Hauptseite gibt, nach der todesbedingten Überarbeitung der Artikel ggf. auch unter Wikipedia Diskussion:Hauptseite informieren und sie am besten auch in den anderen Wikipedia-Sprachversionen eintragen. Tipp: Regelmäßig bei news.google.de nach „ist tot“, „gestorben“ oder „verstorben“ suchen.
Wenn eine Person gestorben ist, gibt es viele Seiten zu dieser Person in der Wikipedia, die davon auch betroffen sind und entsprechend aktualisiert werden müssen. Beispiele: Namenübersichtsseite, Geburtsjahr, Geburtsort-Seiten und viele mehr.
Wie finde ich die betroffenen Seiten?
Im Suchfeld auf der linken Seite gibt man den Suchbegriff so ein: „Vorname Nachname“. Dann klickt man auf Volltext und alle Seiten mit entsprechendem Suchtext werden aufgerufen. Hier sieht man dann schnell, wo auch das Todesjahr Sinn macht oder sogar ein Teil des Artikels angepasst werden muss. Auch hilft das „Werkzeug“ auf der linken Seite sehr gut, um solche Seiten aufzufinden: „Links auf diese Seite“. Somit ist die Wikipedia wieder aktuell in allen Bereichen! Hinweis: bei Eintragung der Kategorie „Gestorben JAHR“ wird der Missbrauchsfilter 49 ausgelöst, was jedoch nicht schlimm ist. Siehe: Spezial:Missbrauchsfilter/49
Dies ist eine Liste von im Jahr 1408 verstorbenen bekannten Persönlichkeiten. Die Einträge erfolgen innerhalb der einzelnen Daten alphabetisch sortiert. Tiere sind im Nekrolog für Tiere zu finden.

## Januar
| Tag        | Name                | Beruf, bekannt als                           | Alter | Beleg |
| ---------- | ------------------- | -------------------------------------------- | ----- | ----- |
| 10. Januar | Eglof von Knöringen | Königlicher Protonotar, Dompropst von Speyer |       |       |
| 21. Januar | Nikolaus V.         | Herr zu Werle-Goldberg und Waren             |       |       |
| 23. Januar | Jutta von Ahaus     | Äbtissin im Stift Vreden                     |       |       |

## Februar
| Tag         | Name                                   | Beruf, bekannt als           | Alter | Beleg |
| ----------- | -------------------------------------- | ---------------------------- | ----- | ----- |
| 19. Februar | Henry Percy, 1. Earl of Northumberland | englischer Adliger           | 66    |       |
| 20. Februar | Johann von Kittlitz                    | Bischof von Lebus und Meißen |       |       |

## April
| Tag       | Name        | Beruf, bekannt als            | Alter | Beleg |
| --------- | ----------- | ----------------------------- | ----- | ----- |
| 20. April | Miran Schah | Sohn Tamerlans und Gouverneur |       |       |

## Mai
| Tag     | Name                | Beruf, bekannt als                                      | Alter | Beleg |
| ------- | ------------------- | ------------------------------------------------------- | ----- | ----- |
| 18. Mai | Johann IV.          | Graf von Habsburg-Laufenburg                            |       |       |
| 31. Mai | Angelo Acciaioli    | italienischer Geistlicher, Kardinal katholischen Kirche | 68    |       |
| 31. Mai | Ashikaga Yoshimitsu | dritter Shogun des Ashikaga-Shogunats                   | 49    |       |
| Mai     | Muhammad VII.       | Emir von Granada                                        |       |       |

## Juni
| Tag      | Name             | Beruf, bekannt als                               | Alter | Beleg |
| -------- | ---------------- | ------------------------------------------------ | ----- | ----- |
| 18. Juni | Taejo            | König von Joseon und Gründer der Joseon-Dynastie | 72    |       |
| 24. Juni | Wilhelm II.      | Herzog von Berg                                  |       |       |
| Juni     | Heinrich Toppler | Bürgermeister von Rothenburg ob der Tauber       |       |       |

## Juli
| Tag      | Name           | Beruf, bekannt als                                 | Alter | Beleg |
| -------- | -------------- | -------------------------------------------------- | ----- | ----- |
| 11. Juli | Konrad Vorlauf | österreichischer Politiker, Bürgermeister von Wien |       |       |

## August
| Tag        | Name                  | Beruf, bekannt als | Alter | Beleg |
| ---------- | --------------------- | ------------------ | ----- | ----- |
| 23. August | Berenguer d’Anglesola | Bischof von Girona |       |       |

## September
| Tag           | Name              | Beruf, bekannt als                                 | Alter | Beleg |
| ------------- | ----------------- | -------------------------------------------------- | ----- | ----- |
| 22. September | Johannes VII.     | Kaiser von Byzanz (1390, 1399–1402)                |       |       |
| 23. September | Heinrich von Horn | Anführer des Aufstands der Einwohner Lüttichs 1408 |       |       |

## Oktober
| Tag         | Name                | Beruf, bekannt als | Alter | Beleg |
| ----------- | ------------------- | ------------------ | ----- | ----- |
| 31. Oktober | Guillaume de Lornay | Bischof von Genf   |       |       |

## November
| Tag          | Name                   | Beruf, bekannt als                      | Alter | Beleg |
| ------------ | ---------------------- | --------------------------------------- | ----- | ----- |
| 19. November | Bálint Alsáni          | Kardinal der katholischen Kirche        |       |       |
| 21. November | Heinrich von Ellerbach | Propst von Buxheim, Domherr in Augsburg |       |       |

## Dezember
| Tag          | Name                       | Beruf, bekannt als                                     | Alter | Beleg |
| ------------ | -------------------------- | ------------------------------------------------------ | ----- | ----- |
| 4. Dezember  | Valentina Visconti         | Tochter von Gian Galeazzo Visconti                     |       |       |
| 5. Dezember  | Weiprecht I. von Helmstatt | Reichsritter und Vogt                                  |       |       |
| 20. Dezember | Heinrich Eger von Kalkar   | deutscher kartäusischer Mystiker und Choraltheoretiker |       |       |
| 31. Dezember | Elisabeth von der Pfalz    | Gattin des österreichischen Herzogs Friedrich IV.      | 27    |       |

## Datum unbekannt
| Tag | Name                              | Beruf, bekannt als                                                      | Alter | Beleg |
| --- | --------------------------------- | ----------------------------------------------------------------------- | ----- | ----- |
|     | Anne de Bourbon                   | Ehefrau Herzog Ludwigs von Bayern-Ingolstadt                            |       |       |
|     | Elizabeth Despenser               | englische Adlige                                                        |       |       |
|     | Heinrich von Ellerbach            | Propst von Buxheim, Domherr in Augsburg                                 |       |       |
|     | John Gower                        | englischer Schriftsteller                                               |       |       |
|     | Isaak ben Scheschet               | jüdischer Gelehrter                                                     |       |       |
|     | Latzek von Krawarn                | Bischof von Olmütz                                                      |       |       |
|     | Conrad Niemansnarr                | Schweizer Bildhauer                                                     |       |       |
|     | Götz Schultheiss unter dem Schopf | Schultheiss der Stadt Winterthur                                        |       |       |
|     | Ludwig von Seftigen               | Schultheiss der Stadt Berb                                              |       |       |
|     | Reinbold Vener                    | Kirchenrechtler in Straßburg                                            |       |       |
|     | Johannes Vritze                   | deutscher Jurist, Ratssekretär der Hansestadt Lübeck, Hamburger Domherr |       |       |